# Mikrochip (állatmegjelölés)

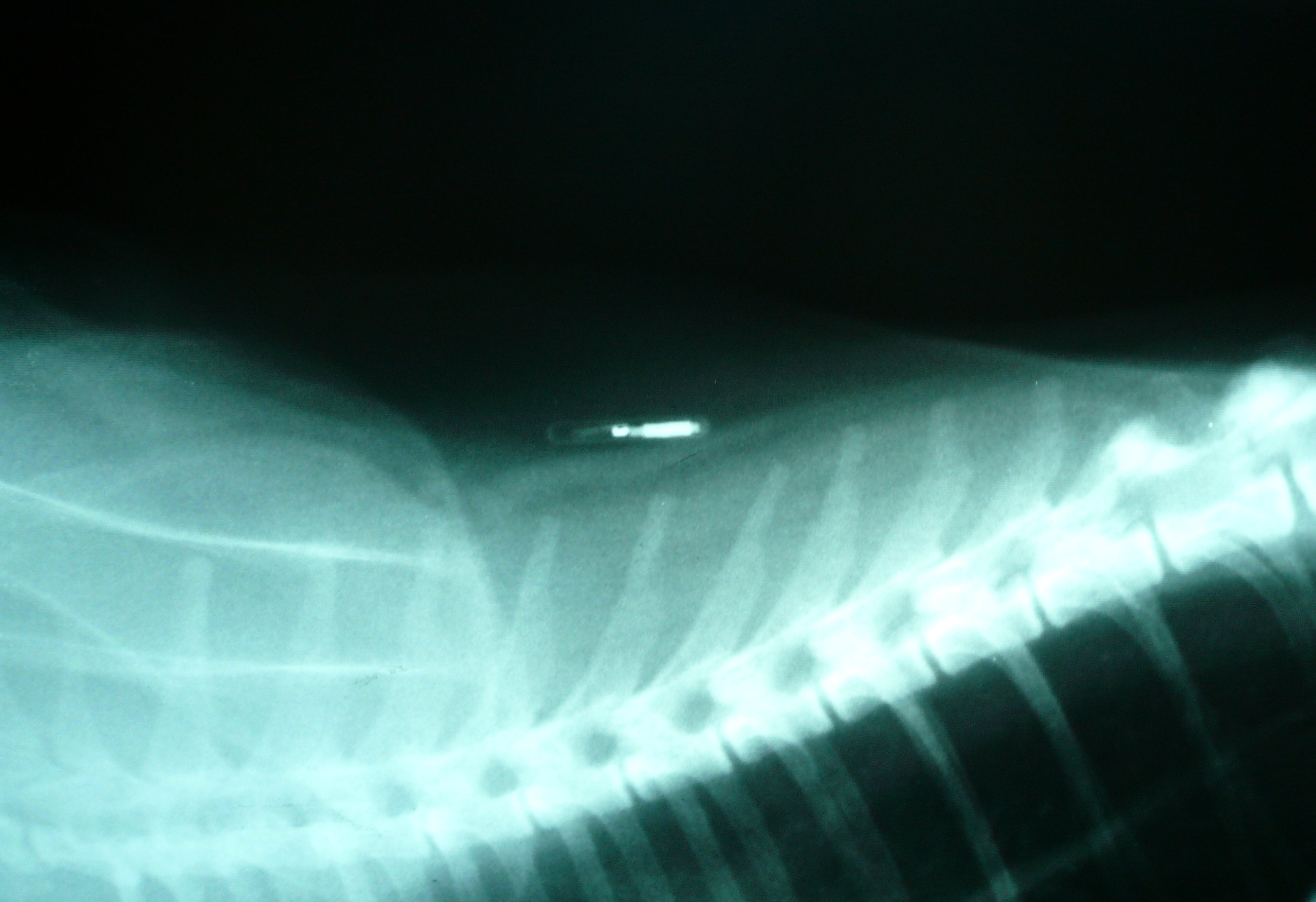
Mikrochip egy macska bőre alatt

Az elsősorban kisállatok és lovak tartós megjelölésére használt mikrochip egy rizsszem méretű eszköz, amelyet az állat bőre alá ültetnek be. Erre a célra igen biztonságosnak tekinthető, több tízezer behelyezett mikrochipre jut csak egy-egy problémás eset. 
A passzív RFID rendszert használó parányi kapszula csak egy 15 számjegyből álló egyedi kódot (számsort) tárol, mást nem. (Nem ebben vannak az adatok, nem lehet képet, címet beleírni). Önmagában nem sugároz jeleket sem, csak egy speciális leolvasó rádiójeleire válaszolva adja vissza a benne tárolt számsort, ezért nem alkalmas az állat aktuális tartózkodási helyének a meghatározására.
Az állatmegjelölésre használt mikrochipet állatorvosok ültetik be az állatok bőre alá. Bár a mikrochipes megjelölést elsősorban az állat biztos és egyértelmű azonosítására találták ki, legnagyobb praktikus haszna abban van, hogy ha a megjelölt állat elveszik, elkóborol, akkor a segítségével a mielőbbi hazajuttatása megkönnyíthető, meggyorsítható. Magyarországon egyre több önkormányzat rendeli el a területén tartott kutyák kötelező mikrochipes megjelölését. A lovak esetében 2010-től kötelező a használata.
A mikrochipes állatmegjelölés fontos kellékei az adatbázisok, amelyekben a chipben tárolt 15 jegyű számhoz hozzárendelik és nyilvántartják az állat és a tulajdonos adatait, és ahol ezek az adatok hozzáférhetőek. Néhány országban egyetlen, központi, online adatbázis létezik. Magyarországon jelenleg a Magyar Állatorvosi Kamara 2005-ben létrehozott online adatbázisa (Petvetdata) az egyetlen jelentős, internetes úton bármikor elérhető rendszer, amelyben ma már a hazai mikrochipes regisztrációk döntő többsége megtalálható.

## Külső hivatkozások
- A1 ID Systems: Gyártót azonosító mikrochip az állatok számára.
- A1 ID Systems: Manufacturer of microchip identification for animals.
- Lost Pet Found After 13 Years (Apparently the current record for this type of story)
- „Injunction on Microchip Sales”, Pet Age, 2005. január 1.. [2009. február 28-i dátummal az eredetiből archiválva] (Hozzáférés: 2009. január 3.)
- Microchip Frequently Asked Questions
- Petlog